# 轮生海绵丸虫
轮生海绵丸虫（学名：[Spongopila verticillata] 错误：{{Lang}}：文本有斜体标记（帮助））为星球虫科海绵丸虫属的动物。分布于热带太平洋以及西沙群岛等。